# قلعه نیرایاما
قلعه نیرایاما (به ژاپنی: 韮山城, Nirayama-jō) یک قلعه ژاپنی است که توسط هوجو سوئون در ولایت ایزو در سال ۱۴۹۳ ساخته شد.

## سقوط درمحاصره اوداوارا (۱۵۹۰)
ابتدا درحالی‌که هوجو اوجینوری همراه با ۳۶۰۰ سرباز در حالت دفاع از این قلعه بود با تویوتومی هیده‌یوشی مذاکره شد.
قلعه با استحکامات سبک غربی به خوبی مستحکم شده بود و در چهار تپه مجاور دارای قلعه‌های پشتیبانی کننده بود. به همین سبب علی‌رغم اینکه قلعه توسط یک ارتش بزرگ ۴۴۰۰۰ نفری هیده‌یوشی، به فرماندهی اودا نوبوکاتسو مورد حمله قرار گرفت، سقوط نکرد.
رهبران دیگر این حمله هوسوکاوا تادائوکی، فوکوشیما ماسانوری و گامو اوجیساتو بودند، بنابراین با اینکه جنگ سالاران بسیار خوبی در ا ین حمله شرکت داشتند هوجو اوجینوری توانست از قلعه محافظت کند.
وقتی هیده‌یوشی فهمید که این حمله ناکام مانده‌است، دریافت که شکست قلعه نیرایاما کار ساده ای نیست و برای محاصره وی ۲۰ هزار سرباز را پشت سر گذاشت و او نیز در اینجا به نبردهای استقامتی مشغول است.
سرانجام، توکوگاوا ایه‌یاسو، که به هوجو اوجینوری نزدیک بود، یک پیام‌رسان پیش او ارسال کرد که «قلعه‌ها در مناطق مختلف کانتو از قبل سقوط کرده‌اند و قلعه اوداوارا نیز در معرض خطر است، بنابراین شما باید قلعه نیرایاما را ترک کنید و وارد اوداوارا شوید و تمام تلاش خود را برای هوجو اوجیماسا و پسرش هوجو اوجینائو (داماد توکوگاوا ایه‌یاسو) انجام دهید.» و سرانجام توانست وی را قانع کند.
هوجو اوجینوری این پیشنهاد را پذیرفت و قلعه را در ۲۴ ژوئن به توکوگاوا ایه‌یاسو تسلیم کرد.
بدین ترتیب وی به مدت ۱۰۰ روز در برابر یک ارتش بزرگ از قلعه نیرایاما دفاع کرده‌است و به عنوان یک ژنرال آگاه مورد ستایش قرار گرفت.